# ФК Забјело
ФК Забјело, црногорски је фудбалски клуб из Подгорице, који се тренутно такмичи у Трећој лиги Црне Горе — Центар. Једном је освојио Републичку лигу Црне Горе, а шест пута је освојио регију у оквиру четвртог степена такмичења у СФР Југославији, СР Југославији и Србији и Црној Гори. Након независности, једном је завршио на трећем мјесту у Другој лиги Црне Горе и учествовао је у плеј-офу за пласман у Прву лигу. Боје клуба су црвена и бијела, а утакмице као домаћин игра на стадиону Никола Шћеповић, који се некада звао стадион Забјела. Навијачка група се зове Републиканци, традиционално им је један од највећих ривала Црвена стијена, а медији су их назвали „вјечити ривали“.
Основан је 1963. године, такмичење је почео у подсавезу, четвртом степену у Југославији, а у сезони 1966/67. је по први први пут освојио подсавез и пласирао се у Републичку лигу, коју је затим освојио у сезони 1968/69. и по први пут се пласирао у Другу лигу Југославије, гдје је остао само једну сезону. Такмичење је наставио у Републичкој лиги, одакле је испао у сезони 1975/76. али се вратио послије једне сезоне. У сезони 1977/78. поново је испао из Републичке лиге, а послије три сезоне освојио је подсавез по трећи пут и вратио се у Републичку лигу. У сезони 1985/86. испао је у регију, коју је освојио по четврти пут у сезони 1991/92. и вратио се у Републичку лигу. У сезони 1999/2000. завршио је на другом мјесту и пласирао се у други степен такмичења, у Другу савезну лигу СР Југославије зона Југ. У Другој лиги је остао три сезоне, након чега је испао у трећи степен такмичења, у зону Црна Гора, одакле је испао послије једне сезоне. Подсавез је преименован у Средњу регију, коју је освојио у сезони 2004/05. али кроз бараж није успио да се пласира у виши степен. У сезони 2005/06. освојио је титулу у регији по шести пут и кроз бараж се пласирао у трећи степен такмичења, који је преименован у Другу лигу Црне Горе.
Послије осамостаљења Црне Горе на референдуму 2006. такмичење је почео у Другој лиги, гдје је сезону 2012/13. завршио на трећем мјесту и учествовао је у плеј-офу за пласман у Прву лигу, у којем је изгубио од Могрена. У сезони 2014/15. је испао у Средњу регију, а у сезони 2017/18. није се такмичио из финансијских разлога. Године 2022. управљање клубом су преузели навијачи.

## Историја

### 1963—2005.
На Забјелу је 1949. године основан фудбалски клуб Радник, који се није такмичио ни у једној лиги, већ су заказивали утакмице против тимова из Спужа, Дахне, Дајбаба, Ботуна, Куча, Жабљака Црнојевића и других насеља, а на утакмице су углавном ишли пјешке. Послије једне утакмице на Жабљаку Црнојевића, када су се враћали пјешке, стали су на једној ливади да се одморе, гдје су заспали и пробудили се следећег јутра и наставили пут. Прву опрему су добили од референта за физичку културу у оквиру партијског комитета града, Божовића из Голубоваца, а послије двије године клуб се расформирао због одласка играча на студије и на запошљавање. Године 1961. млади са Забјела су поново почели да играју фудбал, на ливади између тадашњих улица Петра Матовића и Радосава Бурића, на простору гдје је касније изграђена Основна школа „Вук Караџић“. Дијелили су се на екипе младих и старих, приликом чега су за младе играли момци из насеља од 16 до 20 година, а за старе од 20 до 25 година. Екипа која би побиједила добијала је метар чоколаде, а на њиховим утакмицама окупљало се око хиљаду гледалаца. Послије неколико одиграних утакмица 1. априла 1963. године, испод мурве Ђуришића окупили су се Дајо Ђуришић, Љубо Барјамовић, Данило Ђуровић, Слободан Лазовић, Војо Бојанић, Џавид Ђурђевић, Баја Ђуришић и Бато Радусиновић, који су одлучили да оснују клуб. Сазвали су састанак мјесне заједнице, како би становници Забјела одобрили оснивање, а на састанку је Дајо Ђуришић изабран за предсједника, Љубо Барјамовић за секретара, Џавид Ђурђевић за тренера, а остали су изабрани у скупштину клуба. Прве сезоне се клуб није такмичио јер су закаснили са пријавом у Титоградски подсавез и такмичење је почео од сезоне 1964/65. коју је завршио на последњем, седмом мјесту, а највећи пораз је клуб доживио од Дечића 10 : 0. Због обавеза које је имао на послу, Ђурђевић је напустио мјесто тренера и за новог тренера пред почетак сезоне 1965/66. је постављен Милутин Секулић, који је до тада био тренер млађих категорија у ОФК Титограду. У лиги је учествовало 11 клубова, а Забјело је завршило на петом мјесту, са 18 бодова. У сезони 1966/67. учествовало је шест клубова, Забјело је освојило титулу и по први пут се пласирао у Републичку лигу Црне Горе, тадашњи трећи степен такмичења. На почетку сезоне 1967/68. клуб је из спонзорских разлога промијенио име у ФК Тара, а сезону је завршио на деветом мјесту од 12 клубова. У сезони 1968/69. освојио је титулу првака Републичке лиге са 15 побједа, три ремија и четири пораза и пласирао се у Другу лигу Југославије, чиме је постао трећи клуб из Подгорице који је играо у једном од прва два степена фудбалских такмичења у Југославији, послије Будућности и ОФК Титограда.
У јулу 1968. у Скопљу је одржана скупштина Фудбалског савеза Југославије, на којој је донесена одлука да се Друга лига подијели на четири зоне, а Тара, која се пласирала у Другу лигу, наступала је у зони Југ. Сезону 1969/70. завршила је на последњем мјесту од 16 клубова, са осам побједа, пет ремија и 17 пораза и испала је у Републичку лигу. На почетку сезоне 1970/71. клубу је враћено име Забјело, сезону је завршио на десетом мјесту, четири бода више од Дечића који је испао, а сезону 1971/72. завршио је на седмом мјесту. Крајем марта 1972. године, на позив клуба Саркофано из Рима, члана Треће лиге Италије, учествовао је на турниру у Италији, а предсједник Дајо Ђуришић је наручио одијела са грбом клуба, чиме је постао први клуб са простора Југославије који је учествовао на турниру у Италији у униформисаним одијелима са грбом. Сезоне 1972/73. и 1973/74. завршио је на деветом мјесту, сезону 1974/75. завршио је на 11, а сезону 1975/76. завршио је на 13 мјесту, два бода мање од Бокеља и Аренала и испао је у подсавез. У сезони 1976/77. освојио је титулу и вратио се у Републичку лигу, гдје је сезону 1977/78. завршио на 12 мјесту од 16 клубова, бод мање од Арсенала, Челика, Искре и Дечића и испао је због смањења лиге на 14 клубова.
Сезону 1978/79. завршио је на другом мјесту у подсавезу, након чега је сезону 1979/80. поново завршио на другом мјесту, осам бодова иза Текстилца. У периоду од 1980. до 1984. био је без стадиона и играо је на стадионима Титекса, Црвене стијене, Братства и Металца. У сезони 1980/81. освојио је титулу у регији и пласирао се у Републичку лигу, гдје је сезону 1982/83. завршио на деветом мјесту, а сезону 1983/84. на осмом мјесту. На почетку сезоне 1984/85. дана 24. августа 1984. одиграо је прву утакмицу на новом стадиону код фабрике Титекс, против Ибра и побиједио је 2 : 1. Сезону је завршио на осмом мјесту, у групи од седам тимова који су завршили са по 30 бодова, бод испред Морнара и два бода испред Јединства који су испали. Сезону 1985/86. завршио је на 13 мјесту са 29 бодова, бод мање од групе од шест тимова који су завршили са по 30 бодова и испао је у регију. Титулу у регији освојио је поново у сезони 1991/92. и пласирао се у Републичку лигу. Године 1994. омладинци Забјела су играли финале Купа Југославије, у којем су изгубили од Црвене звезде 5 : 2. Сезону 1999/2000. завршио је на другом мјесту, иза Искре, са 15 побједа, шест ремија и седам пораза, пет бодова испред Црвене стијене и пласирао се у други степен такмичења, у Другу савезну лигу СР Југославије зона Југ. Сезону 2000/01. завршио је на седмом мјесту од 12 клубова, са 11 побједа, пет ремија и 17 пораза, након чега је сезону 2001/02. завршио на осмом мјесту, остваривши 12 побједа, шест ремија и 15 пораза. У сезони 2002/03. изгубио је 8 : 1 од Јединства у петом колу, а у 30 колу је изгубио 8 : 2 кући од Ловћена. На утакмици претпоследњег кола, требало је да игра кући против Искре, али није имао новца да плати судије, па је утакмица регистрована службеним резултатом 3 : 0 за Искру. Сезону је завршио на последњем мјесту, са четири побједе, два ремија и 27 пораза и испао је из лиге, а током сезоне имао је низ од осам пораза заредом и 16 утакмица без побједе заредом. У сезони 2003/04. учествовао је у зони Црна Гора у оквиру трећег степена такмичења у Србији и Црној Гори, гдје је учествовало 16 клубова, завршио је на 11 мјесту, са 13 побједа, пет ремија и 12 пораза, бод мање од Арсенала, Искре, Зоре и Језера и испао је због смањења лиге са 16 на 12 клубова, приликом чега је и промијењен назив у Друга лига Црне Горе. У сезони 2004/05. освојио је Средњу регију, а у баражу за пласман у Другу лигу Црне Горе, што је био трећи степен такмичења, играо је против Берана и Игала, гдје је изгубио све утакмице, без постигнутог гола и остао је у регији. У сезони 2005/06. поново је освојио Средњу регију, а у баражу је завршио на првом мјесту против Језера и Отранта и пласирао се Другу лигу Црне Горе.

### Послије 2006.
Након осамостаљења Црне Горе на Референдуму 2006. године, такмичење је почео у Другој лиги, која је постала други степен такмичења у Црној Гори. Сезону 2006/07. завршио је на четвртом мјесту, са 51 бодом, 12 мање од трећепласираног Ибра. Сезону 2007/08. завршио је на шестом мјесту, са 12 побједа, 12 ремија и девет пораза, а у Купу је испао у првом колу, изгубивши од Ловћена 4 : 2 на пенале. Сезону 2008/09. завршио је на осмом мјесту, са истим бројем бодова као Црвена стијена, пет бодова испред Арсенала који је испао, а у Купу је испао у првом колу, изгубивши од Зете 4 : 0. Сезону 2009/10. завршио је на петом мјесту, са 45 бодова, а у току сезоне је голман Александар Николић постигао гол са гола на гол за побједу од 1 : 0 против ОФК Бара. Сезону 2010/11. завршио је на десетом мјесту, са 34 бода, четири више од Отранта који је испао, након чега је сезону 2011/12. завршио на четвртом мјесту, са 50 бодова, а у 23 колу изгубио је у гостима од Ибра 7 : 2. Сезону 2012/13. завршио је на трећем мјесту, са 15 побједа, осам ремија и седам пораза, са освојена 53 бода и по први пут у историји пласирао се у бараж за пласман у Прву лигу. У баражу је играо против Могрена, гдје је прву утакмицу као домаћин играо на стадиону Младости и изгубио је 6 : 1. У реваншу је изгубио 3 : 1 у Будви и остао је у Другој лиги. Сезону 2013/14. завршио је на последњем, 12 мјесту, са седам побједа, осам ремија и 18 пораза, са освојених 29 бодова и требало је да испадне из лиге, али је прво Зора иступила из такмичења из финансијских разлога, а затим је Челик иступио из Прве лиге и Фудбалски савез је донио одлуку да се премјести у Трећу лигу, због чега је Забјело опстало у Другој лиги. У Купу је у првом колу побиједио Јединство у Бијелом Пољу на пенале 4 : 2 и по први пут у историји се пласирао у осмину финала. У осмини финала је играо против Петровца и изгубио је у првој утакмици кући 2 : 1, а затим је ремизирао 1 : 1 у гостима и испао је. У сезони 2014/15. на утакмици петог кола, навијачи Забјела су ушли на терен и изазвали прекид утакмице, због чега је клубу одузет бод. Сезону је завршио на 11 мјесту, са десет побједа, седам ремија и 16 пораза, са истим бројем бодова као десетопласирано Братство, али је због лошијег међусобног скора испао у Средњу регију.
Сезону 2015/16. у Средњој регији завршио је на четвртом мјесту, са 29 бодова, а у осмом колу изгубио је од Челика 9 : 0. Током сезоне 2016/17. клуб је имао бројних финансијских проблема, била им је искључена струја, а навијачи су прикупили преко 500 евра како би измирили дуг за струју и како би помогли да се клуб не угаси. Крајем новембра је умро капитен тима Никола Шћеповић, који је имао 20 година, након што му је позлило на тренингу. Сезону је завршио на трећем мјесту, са 27 бодова, иза Младости Љешкопоља и Горштака, али се у сезони 2017/18. није такмичио због недостатка финансија. У августу 2018. су Главни град Подгорица и Агенција за становање извршили реконструкцију просторија клуба како би се стекли услови да клуб профункционише и да могу да се играју утакмице. Почео је да се такмичи поново у сезони 2018/19. гдје је на утакмици 14. кола на гостовању против Братства наступио са само десет играча, а утакмица је завршена 1 : 1. У 18. колу, на гостовању против Адрие на ДГ арени, Адриа је водила 3 : 0, након чега је Забјело изједначило на 3 : 3 до 80. минута. а затим је постигло гол за вођство, али је он поништен због офсајда. Адриа је у финишу постигла гол за 4 : 3, али су навијачи сматрали да је гол постигнут из офсајда, правили су нереде на трибинама и утакмица је прекинута, а затим регистрована службеним резултатом 3 : 0 за Адриу. Због прекида, клуб је кажњен са 12 утакмица без присуства навијача, након чега су на утакмици против Рибнице навијали са једног од спратова зграде у близини стадиона чија је изградња тада била прекинута. Сезону је завршио на петом мјесту, са 12 побједа, шест ремија и девет пораза. У сезони 2019/20. у оквиру 16 кола, Забјело је побиједило Рибницу 20 : 0 у гостима, што је била једна од најубедљивијих побједа икада у оквиру регија у Трећој лиги. Сезона је прекинута због пандемије ковида 19 и табела је проглашена за коначну, а Забјело је завршило на другом мјесту, девет бодова иза ОФК Младости ДГ. Сезону 2020/21. завршио је на петом мјесту, са 11 побједа, осам ремија и пет пораза. У сезони 2021/22. побиједио је Рибницу 12 : 1 у 28. колу, а у последњем колу играчи Црвене стијене нису допутовали на утакмицу јер им се саиграч женио и регистрована је службеним резултатом 3: 0 за Забјело. Навијачи су славили са играчима крај сезоне, а играчи су поклањали дресове. Сезону је завршио на четвртом мјесту, са 55 бодова, исто као и трећепласирана Црвена стијена, а 15 бодова иза ОФК Никшића и 12 иза Интернационала.
У јуну 2022. управљање клубом су преузели навијачи. Они су покренули Фестивал културе, први у историји на Забјелу, гдје су одржани концерти на стадиону како би сакупили новац за клуб. На концерту 20. јуна наступили су Зостер, Партибрејкерс, Дарко Рундек и домаћи бенд Парампашчад, а од продаје улазница 7.000 евра је донирано ФК Забјелу, који је на тај начин обезбиједио покривање трошкова за цијелу сезону, као и улагање у покретање академије за млађе категорије. Сезону 2022/23. завршио је на четвртом мјесту, иза Интернационала, Црвене стијене и Челика који је поново почео да се такмичи. У септембру 2023. спушка пивара Bold Brewery је у сарадњи са клубом покренула производњу пива под називом „Забјелско свијетло пиво“, а од сваке продате боце 30 центи се донира клубу. Сезону 2023/24. завршио је на четвртом мјесту, са истим бројем бодова као трећепласирани Челик, иза Зете и ОФК Титограда, са 14 побједа, два ремија и шест пораза. Године 2024. покренута је академија фудбала са свим млађим категоријама, а пред почетак сезоне 2024/25. за тренера првог тима је постављен Игор Бурзановић, који је изјавио да је циљ да се клуб пласира у Другу лигу. У клуб су између осталих дошли Дени Пиранић из Будве, који је био најбољи стријелац у регији Југ у сезони 2023/24. као и Немања Савељић из Искре. Због великог броја клубова, регија Центар је у сезони 2024/25. била подијељена у двије групе, а након лигашког дијела игра се плеј-оф за титулу. Забјело игра у групи А, гдје је у првом колу играло против Његоша, који је пријавио 11 играча, али је утакмицу почео са њих осам, а након што је у 34. минуту Његош остао са шест играча јер су се двојица повриједила, утакмица је прекинута и регистрована постигнутим резултатом до прекида, 10 : 0 за Забјело. У шестом колу Забјело је водио у гостима против Зете 2 : 0, али је Зета изједначила, након чега је Пиранић промашио пенал у 89. минуту и утакмица је завршена 2 : 2. У 6. колу, побиједио је Оногошт у гостима 16 : 0, након чега је у 10. колу побиједио Челик у гостима 4 : 1, у утакмици која је означена као дерби прољећног дијела сезоне, а на којој је присуствовало око хиљаду навијача. Са побједом је Забјело обезбиједило титулу јесењег првака у групи А.

## Навијачи
Навијачка група Забјела под називом „Републиканци“ формирана је 1991. године, када се по први пут јавила идеја о независном Забјелу и појам Републике Забјело. Током утакмица бараж за пласман у Прву лигу против Могрена 2013. године, нападачу Могрена Ратку Зецу поклонили су зеца. Током финансијских проблема навијачи су излазили на улице и протествовали под слоганом „Срце неће стати, Република неће дати“, а затим и скупљали новац за помоћ клубу. Током сезоне 2018/19. када је клуб био кажњен забраном присуства гледалаца, навијачи су на утакмици против Рибнице навијали са једног од спратова зграде у близини стадиона чија је изградња тада била прекинута. На гостовању против Рибнице у сезони 2019/20. утакмица је почела у 9. часова ујутру, а навијачи Забјела који су отишли да прате утакмицу истакли су транспарент „Не дате нам очи отворит“. Након што је умро Дијего Армандо Марадона, навијачи Забјела су направили мурал на згради близу стадиона, а затим му одали почаст уз бакљаду и пјесме. У јуну 2022. навијачи су преузели управљање клубом и формирали нову управу како се не би угасио, након што је стара управа напустила клуб, а један од чланова управног одбора, Игор Радојичић, изјавио је да прелазак са трибине у канцеларију није био лак. У сезони 2024/25. на утакмици против Челика у Никшићу, присуствовало је скоро хиљаду навијача оба клуба, а медији су објавили да на утакмицу нису могли да уђу сви који су хтјели, као и да је на утакмици био европски амбијент.

## Стадион
Од оснивања клуба, утакмице су играли на ливади између тадашњих улица Петра Матовића и Радосава Бурића, након чега је 1973. изграђен први стадион, а затим је изграђен стадион поред фабрике Титекс, који је завршен 1984. и назван је стадион Забјела. Стадион је димензија 105 са 68 метара, а поред главног изграђен је помоћни стадион димензија 105 са 48 метара. У децембру 2022. преименован је у стадион Никола Шћеповић, у част Николе Шћеповића, бившег капитена клуба, који је умро од срчаног удара 2016. са 20 година. Од помоћног стадиона, на којем се нису играле утакмице нити су играчи тренирали јер је био запуштен, 2024. је почела изградња два мања помоћна терена за тренинге како би се растеретио главни стадион.

## Познати бивши играчи
- Младен Божовић[96]
- Стефан Мугоша[97]
- Борис Копитовић[98]

## Састав тима у сезони 2024/25.
| Бр. |           | Позиција | Играч                  |
| --- | --------- | -------- | ---------------------- |
| 2   | Црна Гора | О        | Данило Дракић          |
| 4   | Црна Гора | О        | Емир Спахић            |
| 6   | Црна Гора | С        | Алдин Мурадбашић       |
| 7   | Црна Гора | Н        | Милош Кнежевић         |
| 8   | Црна Гора | С        | Дени Пиранић (капитен) |
| 9   | Црна Гора | Н        | Андрија Глушчевић      |
| 10  | Црна Гора | Н        | Мирко Раичевић         |
| 11  | Црна Гора | С        | Иван Васовић           |
| 13  | Црна Гора | О        | Матија Савић           |
| 14  | Црна Гора | С        | Марко Дедић            |
| 15  | Црна Гора | О        | Лука Петричевић        |
| 17  | Црна Гора | С        | Данило Шћепановић      |
| 19  | Црна Гора | С        | Немања Савељић         |

| Бр. |                 | Позиција | Играч            |
| --- | --------------- | -------- | ---------------- |
| 20  | Обала Слоноваче | Н        | Думбија Аласан   |
| 21  | Црна Гора       |          | Данило Вујовић   |
| 22  | Црна Гора       | Н        | Богдан Јошановић |
| 23  | Црна Гора       | С        | Марио Гојчевић   |
| 25  | Црна Гора       | О        | Милош Вукчевић   |
| 27  | Црна Гора       | С        | Адил Аџовић      |
| 28  | Црна Гора       | О        | Стефан Лашић     |
| 44  | Црна Гора       |          | Матија Шофранац  |
| 44  | Црна Гора       | О        | Јанко Дедић      |
| 71  | Црна Гора       | Г        | Ријад Џафић      |
| 91  | Црна Гора       | Г        | Никола Пеличић   |
|     | Црна Гора       |          | Милош Газивода   |

## Успјеси
- Црногорска републичка лига – 1
  - побједник (1): 1968/69
  - другопласирани (1): 1999/2000
- Титоградски подсавез/Средња регија – 6
  - побједник (6): 1966/67, 1976/77, 1980/81, 1991/92, 2004/05, 2005/06

## Резултати у такмичењима у Црној Гори
| Сезона   | Ранг             | Лига                       | Бр.екипа           | Позиција                        | Куп              |
| -------- | ---------------- | -------------------------- | ------------------ | ------------------------------- | ---------------- |
| 2006/07. | 2                | Друга лига                 | 12                 | 4. мјесто                       | Прво коло        |
| 2007/08. | 2                | Друга лига                 | 12                 | 6. мјесто                       | Прво коло        |
| 2008/09. | 2                | Друга лига                 | 12                 | 9. мјесто                       | Прво коло        |
| 2009/10. | 2                | Друга лига                 | 12                 | 5. мјесто                       | Прво коло        |
| 2010/11. | 2                | Друга лига                 | 12                 | 10. мјесто                      | Прво коло        |
| 2011/12. | 2                | Друга лига                 | 12                 | 4. мјесто                       | Прво коло        |
| 2012/13. | 2                | Друга лига                 | 12                 | 3. мјесто                       | Прво коло        |
| 2013/14. | 2                | Друга лига                 | 12                 | 12. мјесто                      | Осмина финала    |
| 2014/15. | 2                | Друга лига                 | 12                 | 11. мјесто                      | Прво коло        |
| 2015/16. | 3                | Трећа лига — Средња регија | 7                  | 4. мјесто                       | Није учествовао  |
| 2016/17. | 3                | Трећа лига — Средња регија | 7                  | 3. мјесто                       | Није учествовао  |
| 2017/18. | Није се такмичио | Није се такмичио           | Није се такмичио   | Није се такмичио                | Није се такмичио |
| 2018/19. | 3                | Трећа лига — Средња регија | 10                 | 5. мјесто                       | Није учествовао  |
| 2019/20. | 3                | Трећа лига — Центар        | 10                 | 2. мјесто                       | Није учествовао  |
| 2020/21. | 3                | Трећа лига — Центар        | 13                 | 5. мјесто                       | Није учествовао  |
| 2021/22. | 3                | Трећа лига — Центар        | 16                 | 4. мјесто                       | Није учествовао  |
| 2022/23. | 3                | Трећа лига — Центар        | 13                 | 4. мјесто                       | Није учествовао  |
| 2023/24. | 3                | Трећа лига — Центар        | 12                 | 4. мјесто                       | Није учествовао  |
| 2024/25. | 3                | Трећа лига — Центар        | 22 (2 групе по 11) | 2. мјесто (1. мјесто у групи А) | Није учествовао  |